# Apeadero Cambaceres
El Apeadero Cambaceres fue un apeadero ferroviario ubicado en el Partido de Ensenada, Provincia de Buenos Aires, Argentina.

## Descripción
Hoy en la actualidad, es un simple terreno desaparecido frente al arroyo Doña Flora.
Antiguamente, se constituía de una sola cabina y una marquesina (típica de la estructura de la época) acompañado de dos andenes.
En este sitio se hallaban las palancas que movilizaban agujas del aparato de cambio de vías para desviò y las de señales. Cambaceres, secundariamente constituía una parada para los trenes que hacían el recorrido entre Pereyra y Ensenada

## Servicios
Estación intermedia del ramal Estación Central a Ensenada (en épocas del FCBAPE) y luego de la estación Constitución a la misma terminal.
Las vías fueron levantadas desde la estación Pereyra durante la época de los 80.
Actualmente esta estación esta desaparecida conjunta con el apeadero Remolcador Guaraní.

## Historia
El Apeadero Cambaceres fue fundado en 1872 llamándose Estación Ensenada. En 1887 se incendió su edificio original por lo cual tomaron la decisión de reparar dicho terreno edificando una simple marquesina y una cabina rebautizándola con el nombre que posee actualmente.
Desde siempre, este apeadero servía como empalme desde la estación Tolosa llegando trenes de cargas como también para los pasajeros desde el lado de la estación Pereyra.
Fueron pasando los años y la estación dejó de utilizarse debido a que la gente dejó de usar dicho ramal y por otro lado se empezó a aprovechar el ramal de Tolosa para el transporte de productos. Los actos de robo, vandalismo y expropiación de terrenos dieron como resultado la desaparición de dicho apeadero.